# Attack on a China Mission
Attack on a China Mission je britský němý film z roku 1900. Režisérem je James Williamson (1873–1953). Film původně trval asi čtyři minuty a skládal se z několika scén, přičemž přežily pouze čtyři. Film se natáčel ve vile Ivy Lodge ve městě Hove, kde měl na radnici 17. listopadu 1900 premiéru.
Jedná se o jeden z prvních filmů, který se nenatáčel na jednom místě a který sloužil k ovlivňování veřejného mínění.

## Děj
Boxeři zaútočí na pozemek misionáře a jeho rodiny. Misionář odvede svoji rodinu do domu, zastřelí dva boxery, ale nedaří se mu porazit dalšího, který drží v ruce mačetu. Ostatní boxeři vkročí do domu, který začnou plenit. Na pomoc křesťanům se krátce nato vydají oddíly britských námořníků, kteří rodinu zachrání až na kazatele, který je vážně raněn a zůstává nehybně ležet na zemi.